# Castello Orsini-Colonna
Il castello Orsini-Colonna è un castello situato nella città di Avezzano, in Abruzzo. Nel 1490 Gentile Virginio Orsini adeguò nelle forme rinascimentali la struttura trecentesca edificata attorno ai resti della torre medievale del XII secolo. Nel corso del Cinquecento Marcantonio Colonna migliorò e ampliò il castello.
Gravemente danneggiato dal terremoto della Marsica del 1915 venne parzialmente restaurato nel 1994.

## Storia

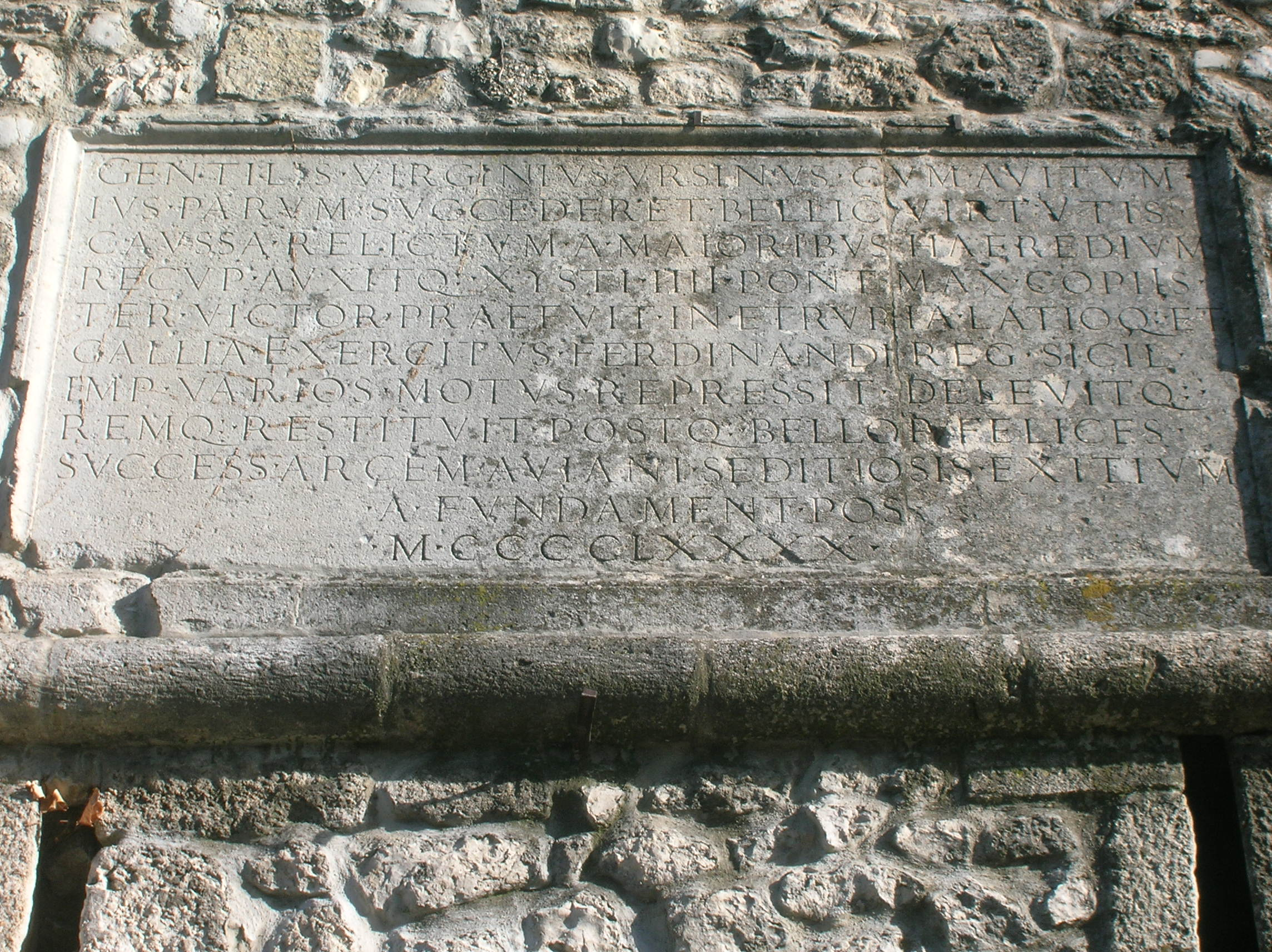
Iscrizione dei Colonna sul secondo portale

### Le origini e gli Orsini
Il castello trecentesco venne edificato in forme semplici attorno ai resti di una torre innalzata nel 1181 da Gentile di Palearia, signore del feudo avezzanese. La fortificazione fu fatta espugnare nella seconda metà del Trecento da Francesco del Balzo, duca di Andria, in quanto gli abitanti del luogo parteggiarono chiaramente in favore di Filippo, principe di Taranto, genero e al contempo nemico del duca. Il sacco di Avezzano fu compiuto dal capitano di ventura Ambrogio Visconti che a capo di 12.000 scorridori poté varcare le porte di accesso alla cittadina e saccheggiarla violentemente.
Conformato successivamente ad una rocca per volontà di Gentile Virginio Orsini fu concepito, come si legge dall'iscrizione posta sul portale ogivale, come fortilizio Ad exitum seditiosis Avejani, ovvero come monito da eventuali rivolte della popolazione avezzanese. Il maniero venne progettato con ogni probabilità dall'ingegnere militare Francesco di Giorgio Martini, in quegli anni al servizio degli Orsini ed autore documentato dell'intervento al vicino castello a pianta triangolare di Scurcola Marsicana.

### I Colonna

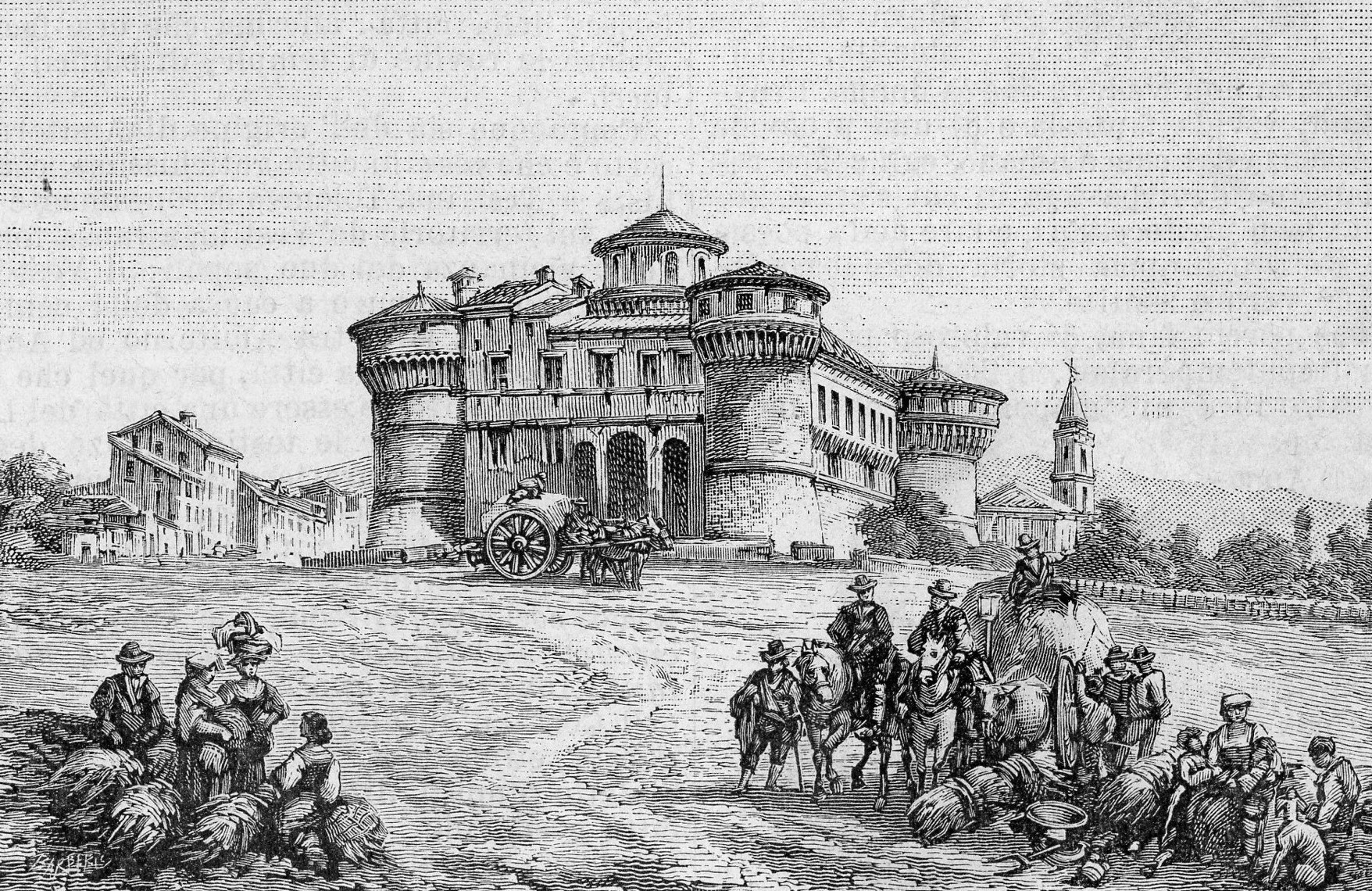
Il castello de' Colonna (Giuseppe Barberis, xilografia, Le Cento Città d'Italia, 1890.)

L'edificio di Avezzano nel 1546 fu in un primo momento ampliato da Marcantonio Colonna e successivamente trasformato in palazzo fortificato dal vincitore della battaglia di Lepanto.
I Colonna, dal 1497 in poi, divennero definitivamente feudatari di quasi tutto il territorio marsicano per oltre tre secoli. L'assetto amministrativo della Marsica, con l'avvento dei Borbone, si presentò diviso in due settori: a ovest si aprivano il ducato di Tagliacozzo e la contea di Albe con le relative baronie di Carsoli, Corvaro e a sud di Civitella Roveto; a est si estendeva la contea di Celano con le baronie di Pescina e a sud di Balsorano. I domini feudali restarono pressoché immutati fino alle leggi eversive della feudalità del 1806 che causarono la perdita dei diritti feudali. Tutta la zona fu teatro di forti tensioni e liti tra baroni e vescovi, soprattutto per questioni di nomina degli ecclesiastici ai benefici e alle cappellanie. Oltretutto, usurpazioni, interessi, privilegi, supremazie e contese di ogni genere, fecero scatenare dure diatribe tra i signori del luogo, finalizzate quasi sempre a togliere ai comuni gli "iura civitatis".
Grazie all'intercessione di Marcantonio Colonna già nel corso del XVI secolo, in alcuni locali e sotterranei del castello, si svolgeva l'attività teatrale.
Nel 1722 il signore di Avezzano, Fabrizio II Colonna, giunse nel suo palazzo baronale, accompagnato dalla moglie Caterina Zefirina Salviati. Come da cerimoniale, fu accolto dai vassalli del contado con "iscrizioni poste sopra gli archi eretti nelle vie in onore del principe, le poesie latine e greche e gli altri scritti composti in occasione dell'avvenimento". Gli amministratori di Avezzano, in segno di omaggio, gli donarono regalie di ogni genere e furono ricevuti nel castello dal 17 settembre al 15 ottobre dello stesso anno.
Il castello rimase in mano alla famiglia Colonna fino all'abolizione dei feudi del 1806. In questo periodo risultava molto utilizzato il teatro del castello, con probabile ingresso laterale nel fossato che i signori Colonna, generosi nei secoli con gli avezzanesi, concedevano ai cittadini.
Il viaggiatore ed artista inglese Edward Lear nel suo diario di viaggio, intitolato Illustrated Excursions in Italy, pubblicato a Londra nel 1846, riportò un disegno del maniero corredando così i testi dell'opera che riportavano i resoconti dei suoi viaggi in Abruzzo affrontati tra il luglio del 1843 e l'ottobre del 1844.

### La decadenza

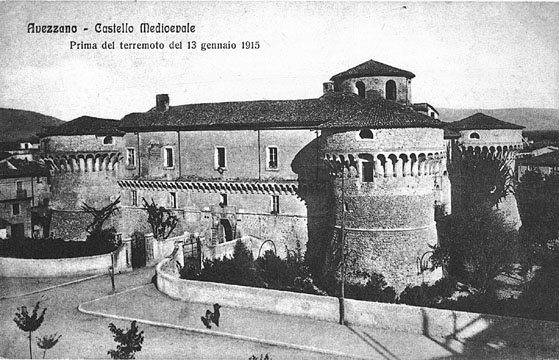
Il castello Orsini-Colonna prima del terremoto della Marsica del 1915

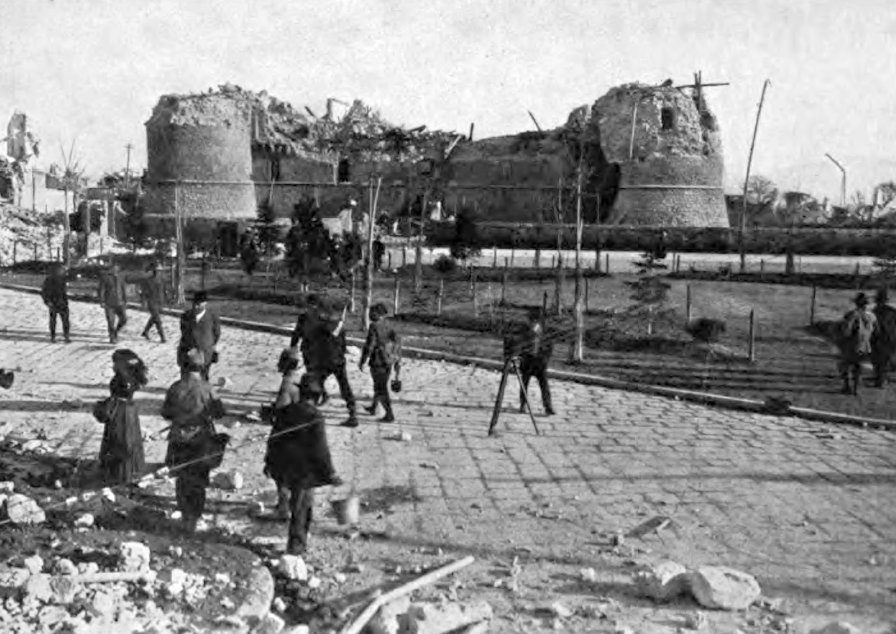
Rovine del castello Orsini-Colonna dopo il sisma

Il maniero passò dopo l'eversione feudale ai Lante Della Rovere che lo conservarono fino al 1905 quando, con atto a rogito del notaio Pietro Vannisanti in Roma, lo acquistò il vicesindaco di Avezzano, Francesco Spina, il quale ne adibì una parte ad albergo ed affittò il lato sud alla Regia scuola normale "Matilde di Savoja", mentre gli altri locali furono adibiti ad ospitare il tribunale di Avezzano.
Spina affittò anche parte del parco rinascimentale denominato al catasto "Orto di San Francesco" come rimessa per cavalli.
"L'Osteria dentro la Terra" fu realizzata nel fossato nella metà del Cinquecento e fu in attività fino al disastroso terremoto della Marsica del 1915.
Il castello fu dichiarato nel 1902 edificio monumentale degno di essere conservato dal Ministero della Pubblica Istruzione.
Francesco Spina iniziò nel 1912 gli interventi di rimozione delle aggiunte colonnesi abbattendo la loggetta di Marcantonio Colonna ma per ragioni economiche non andò oltre. Il castello fu distrutto dalla scossa del 13 gennaio 1915 rilevata alle ore 07:52. La struttura crollò dal primo piano in su e andarono quindi perdute le aggiunte cinquecentesche dei Colonna.

### Il castello prima e dopo il 1915

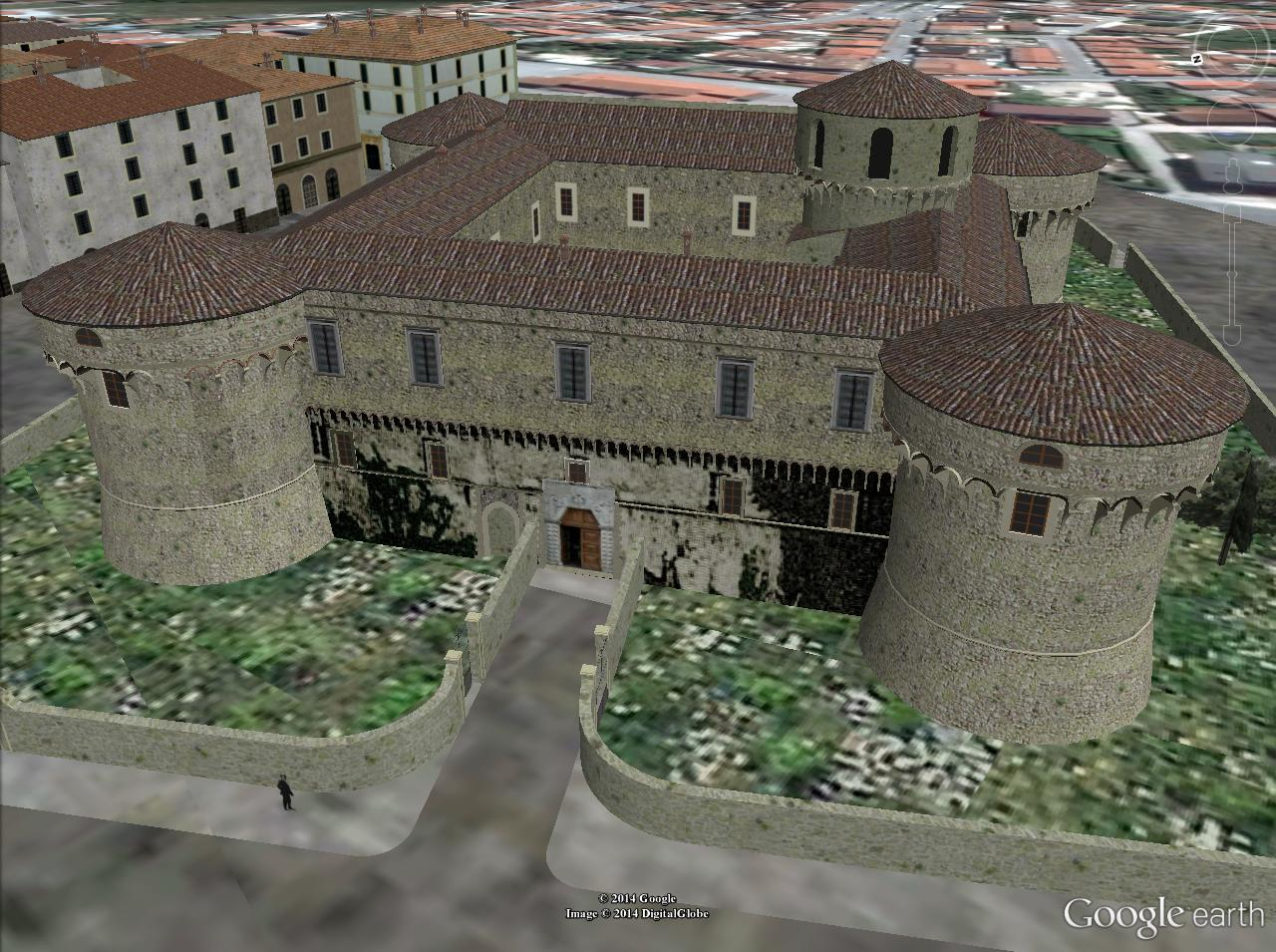
Ricostruzione in 3D del castello prima del terremoto

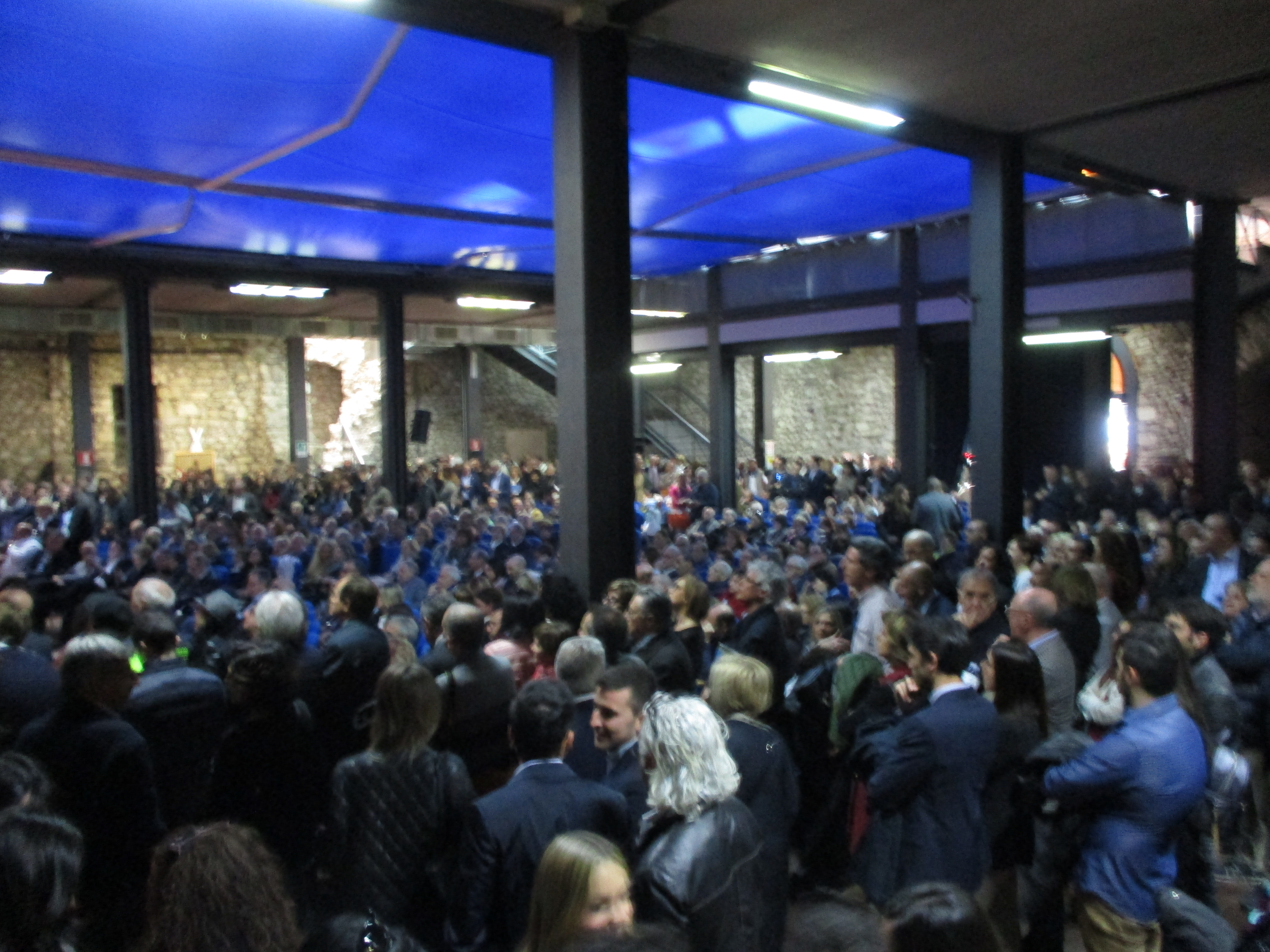
Auditorium del castello Orsini-Colonna

Ad Avezzano la popolazione residente era di poco oltre le 13.000 unità. Nel primo Novecento la cittadina aveva appena perduto la funzione di borgo fortificato, essendo state abbattute le cadenti mura medievali perimetrali.
I monumenti principali erano oltre al castello Orsini, la vicina chiesa e la caserma dei carabinieri. Più lontano, all'interno del nucleo urbano originario, sorgeva la piazza municipale con la chiesa di San Bartolomeo. Poco distante erano collocate la villa comunale e il palazzo Torlonia con annesso parco.
Il castello si presentava in forme perfettamente conservate, tanto che il sindaco aveva adibito gran parte di esso come albergo per i turisti dell'aristocrazia italiana. Il maniero aveva tutte e quattro le torri perimetrali con i tre lati scanditi, e i tetti in merlatura erano adornati da copertura con tegole circolari, simili a quelli di una pagoda. Al centro del corpo v'era la residenza gentilizia dei Colonna con gli affreschi interni del Cinquecento. La facciata infatti mostrava un terzo settore, appunto occupato dalla residenza, che sulla destra, rispetto alla facciata, possedeva una torretta più alta e slanciata delle quattro perimetrali, con bucature ad archi classicheggianti, ed anch'essa con la caratteristica copertura in tegole del tetto a pagoda.
Con il terremoto del 1915 il castello perse i livelli del tetto di tutte le colonne, ridotte a moncherini; la vicina chiesa di San Giovanni fu sventrata, con la perdita di gran parte della torre campanaria. Anche palazzo Torlonia crollò quasi completamente, e la collegiata di San Bartolomeo, non ancora cattedrale, rovinò del tutto. Rimase in piedi solo una parte del primo livello della facciata. La chiesa di San Giovanni fu ricostruita nello stesso luogo dell'edificio originario. Della collegiata di San Bartolomeo rimase in piedi solo una colonna del portale, su cui è stata incisa una lapide commemorativa, in ricordo della tragedia del 1915. Quella che dal 1924 divenne cattedrale, la nuova chiesa di San Bartolomeo, nota anche con il nome di cattedrale dei Marsi, fu ricostruita nel cuore della città contemporanea in piazza Risorgimento.
Il maniero risultò restaurabile nella "fase Orsini" fino alla seconda guerra mondiale, e l'amministrazione comunale sembrò muovere alcuni passi in tal senso. Tre bombe alleate cadute nel 1944, durante i bombardamenti protratti per diversi mesi sulla città, ne decretarono il passaggio a rudere.
Negli anni cinquanta il sindaco Antonio Iatosti autorizzò alcune famiglie di rom a risiedere ad Avezzano permettendo loro di stabilirsi momentaneamente all'interno del sito. In seguito, non senza polemiche, l'amministrazione comunale utilizzò con apposita ordinanza alcuni spazi del castello come un rifugio per cani.

### Il restauro

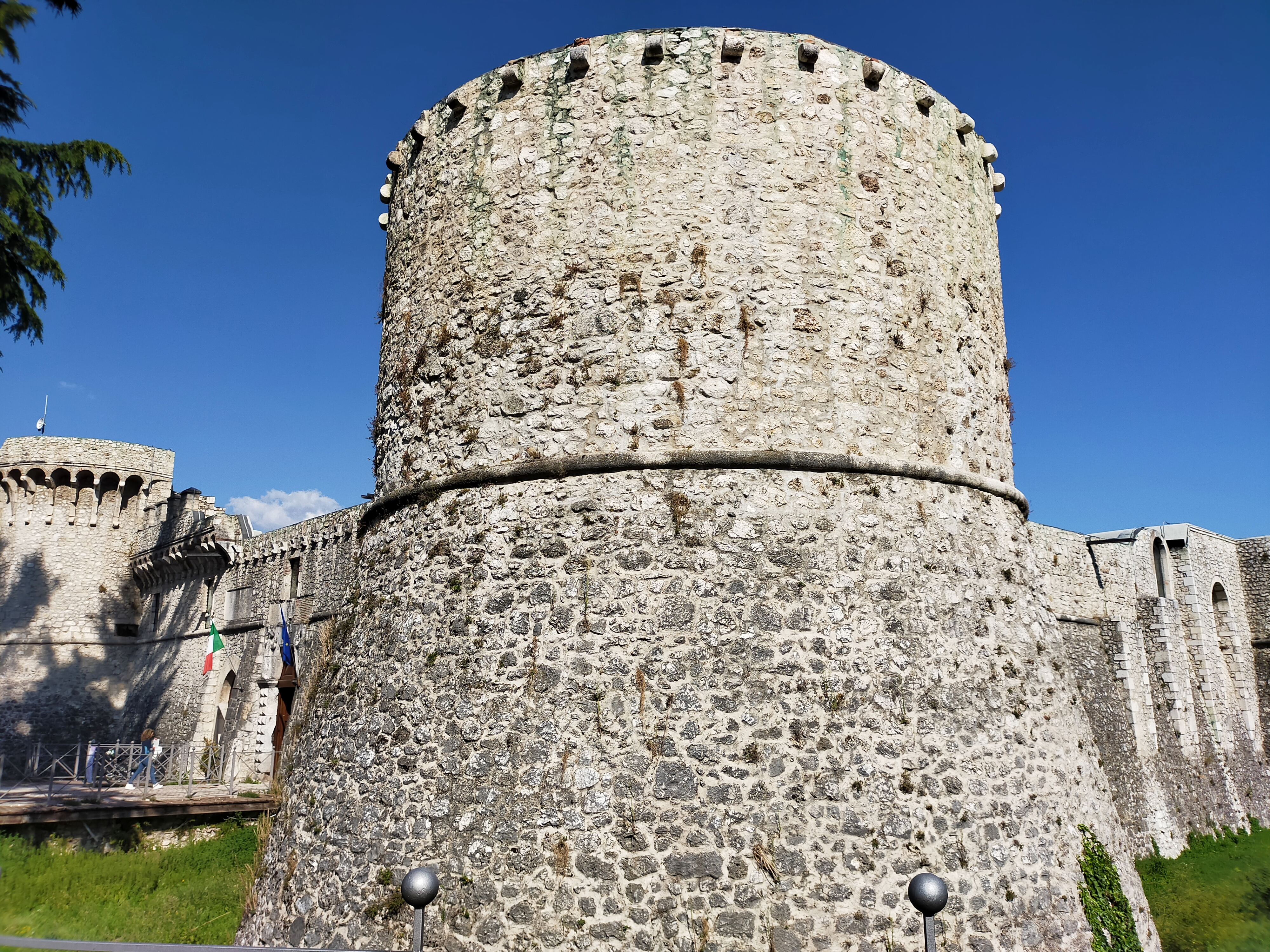
Foto scattata per Wiki Loves Monuments

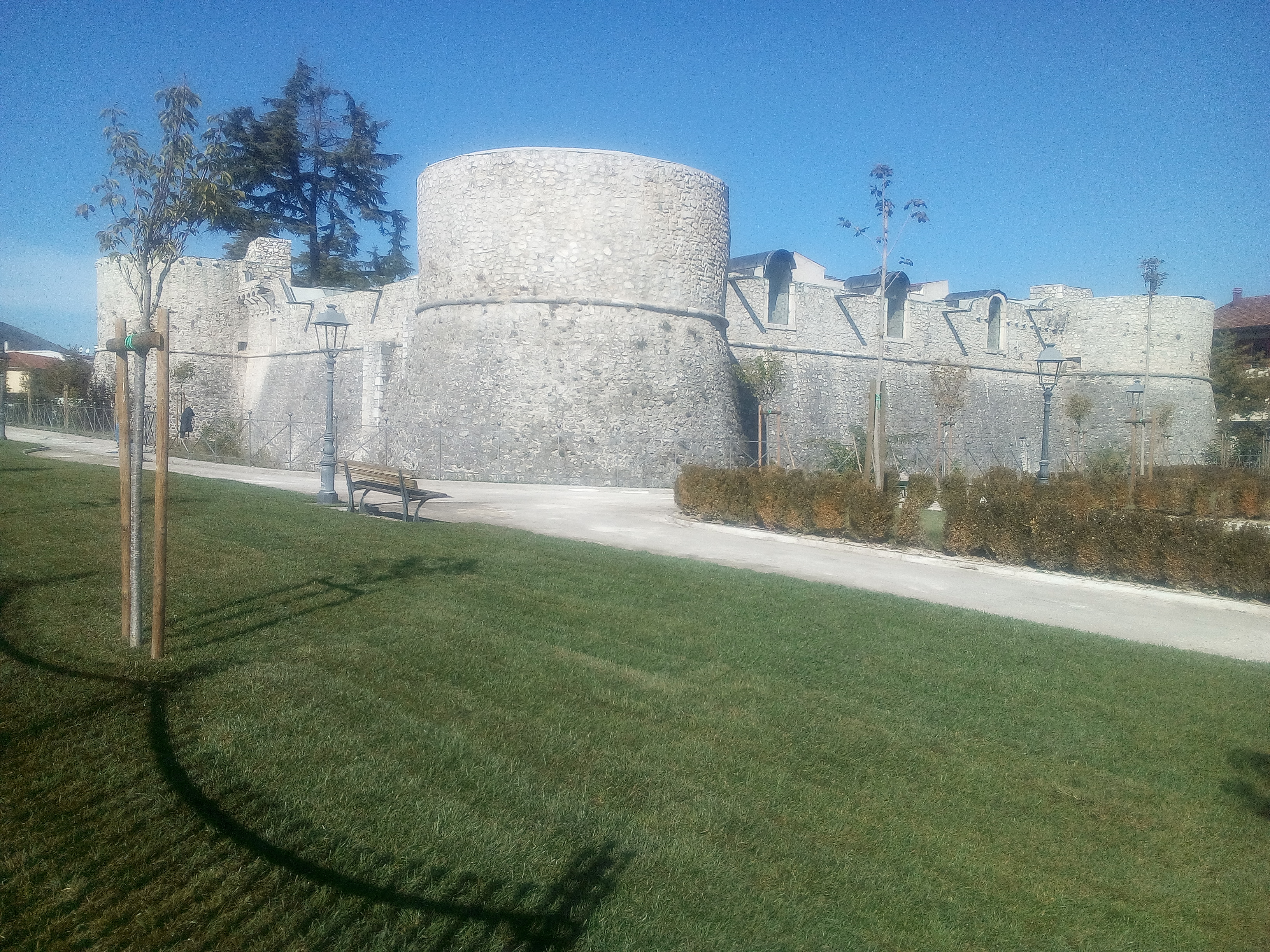
Giardino del castello intitolato ai 33 martiri di Capistrello

Il castello venne restaurato parzialmente in due riprese negli anni Sessanta grazie all'ingegnere Loreto Orlandi, dirigente del locale Genio Civile. Una campagna di scavi archeologici svolta negli anni Settanta hanno portato alla scoperta delle basi di mura interne e di parte dei locali sotterranei.
Divenuto quindi spazio per mostre di pittura ed arena per proiezioni cinematografiche negli anni Settanta e Ottanta, è stato ulteriormente restaurato nel 1994 su progetto dell'architetto Alessandro Del Bufalo, il quale ha realizzato l'auditorium inserendo una struttura interna autoportante.

## Descrizione e architettura

### Facciata

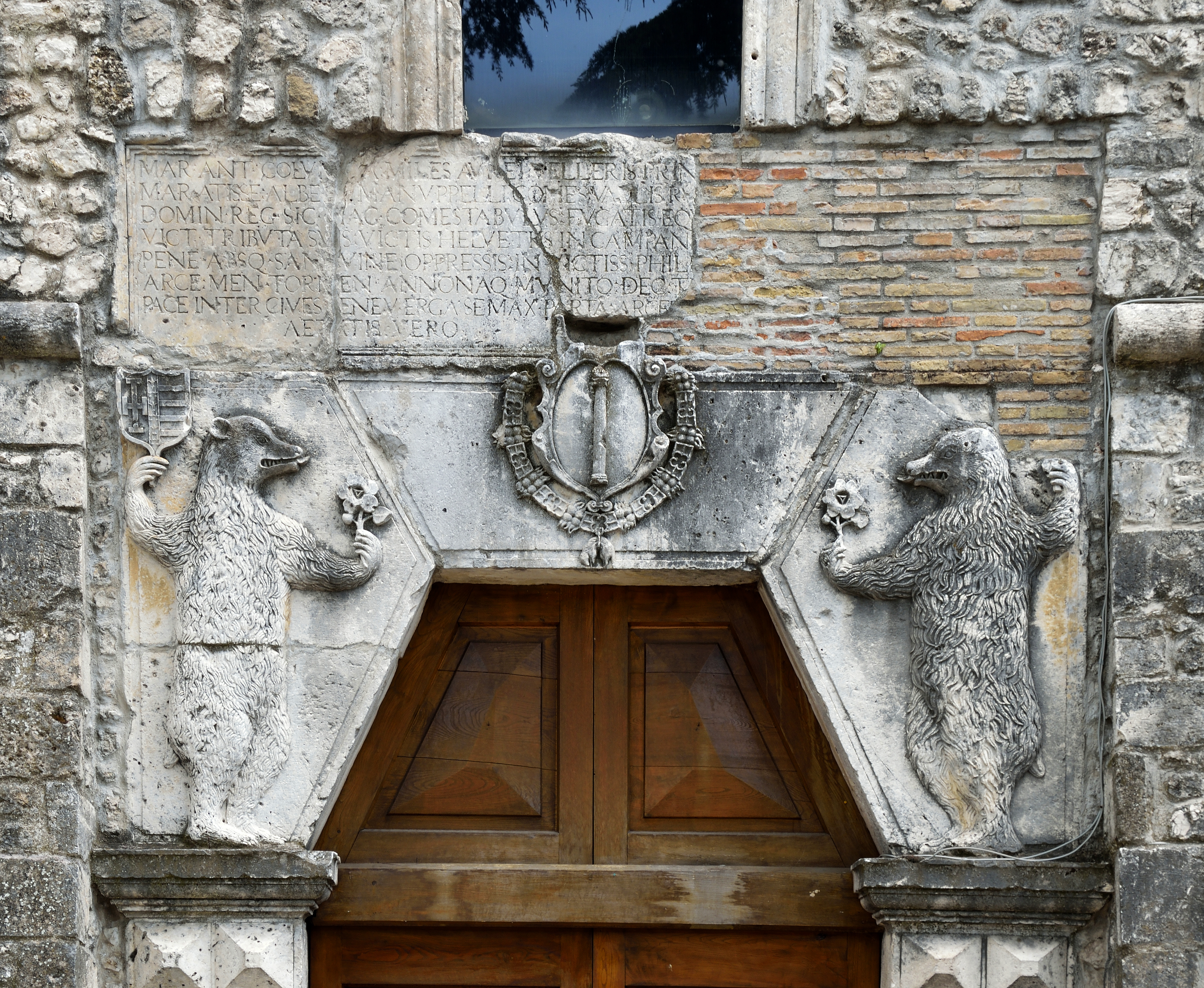
I simboli degli Orsini e dei Colonna sul portale centrale

La facciata del castello è piana e tratteggiata in due livelli dal redondone che percorre la cortina muraria e i torrioni. Il portale centrale è rettangolare ed è decorato ai lati della porta da due file di piramidi minute, e più all'esterno da due figure in bassorilievo, a grandezza d'uomo, due orsi affrontati, di cui uno brandente una spada, simboli della famiglia Orsini. Al centro è collocata la colonna, stemma dei principi Colonna circondato dal collare dell'Ordine del Toson d'oro. I simboli sono sormontati lateralmente da una lapide recante le imprese di conti e duchi nella presa del feudo di Avezzano.
Il secondo livello era scandito da due ordini di due finestre, con una centrale sopra il portale. Al lato sud si trovava il maggior numero di finestre e, in cima, la loggia. Attorno vi è il fossato prosciugato che circonda tutto il castello, il portale è collegato alla terraferma da un ponte levatoio. Sulla sinistra della facciata, fino al punto focale del centro, resta la decorazione in merlatura guelfa e in beccatelli, di cui buona parte andò persa con il terremoto del 1915.
Un secondo portale di accesso alla facciata è sormontato da una lapide con scritte le imprese della famiglia Colonna nella presa di Avezzano.

### Le quattro torri
Le quattro torri perimetrali del castello sono conservate in buona parte. Originalmente erano in tre livelli, suddivise da cornici, ma dopo il grande terremoto solo la torre della facciata a sinistra conserva parte della muratura ornativa con beccatelli e merlature. Le torri sono di forma circolare.

### Interno
L'interno è andato quasi completamente distrutto con il sisma del 1915. Originalmente presentava il piano superiore, ovvero la residenza gentilizia dei Colonna. Subito dopo l'ingresso centrale si trovano i resti del perimetro della torre del XII secolo, costituito da possenti blocchi, e delle colonne della vera da pozzo.
Il piano superiore ha ospitato la collezione d'arte moderna e contemporanea della pinacoteca. Sul lato est del castello si può accedere mediante il secondo portale.

### Giardino
Giardino, vigna e orto furono fatti realizzare intorno al castello da Marcantonio Colonna. Il giardino rinascimentale che occupò buona parte del fossato fu danneggiato dal terremoto della Marsica del 1915 e soprattutto dai bombardamenti della seconda guerra mondiale che ne alterarono gli ambienti. Nel corso del XX secolo il parco della Rimembranza, così chiamato in memoria dei 33 martiri di Capistrello, è stato parzialmente recuperato con la piantumazione di oltre cinquanta piante di bagolari e siepi di bosso. Nel 2019 si sono conclusi i lavori di sostituzione delle piante con specie di acer campestre e prunus "Kanzan", rigenerazione delle siepi e del fossato, realizzazione del manto erboso e dei sistemi idrici e d'illuminazione.
Di fronte al castello un monumento fatto realizzare dal Rotary Club di Avezzano è dedicato al generale della 33ª Divisione fanteria "Acqui" Antonio Gandin e ai martiri di Cefalonia; due targhe ricordano le figure di Ernesto Pomilio, critico d'arte, e di Melvin Jones, fondatore del Lions Clubs International.
Il 17 giugno 2023 è stato inaugurato il monumento intitolato "Rosa del partigiano" in memoria delle stragi nazifasciste, donato dall'ANPI e realizzato dagli studenti del liceo artistico Vincenzo Bellisario.